# Латимер, Уильям, 1-й барон Латимер из Корби
Уильям Латимер (англ. William Latimer; умер 5 декабря 1304) — английский аристократ, 1-й барон Латимер из Корби с 1290 или 1299 года. Участвовал в походах короля Эдуарда I в Уэльс, в войне с Шотландией.

## Биография
Уильям Латимер принадлежал к рыцарскому роду, представители которого обосновались в Йоркшире в конце XII века. Отец Уильяма, носивший то же имя, был шерифом этого графства, о матери ничего не известно. Нет точной информации и о ранних годах Уильяма-младшего. По-видимому, именно его имеют в виду хронисты, говоря об Уильяме Латимере, принявшем крест в 1271 году, а потом участвовавшего в валлийских походах короля Эдуарда I в 1276 и 1282 годах. Во время второго похода этот барон смог спастись бегством после неудачного сражения, переплыв на коне реку.
В 1290 году король Эдуард I вызвал Латимера на собрание баронов, которое позже стали считать парламентом; это событие считается началом истории баронии Латимер из Корби. Однако первый полноценный вызов Уильяма в парламент относится уже к 1299 году. До этого Латимер несколько лет находился в Гаскони — с 1292 до, по-видимому, 1297 года. Вернувшись с континента, он каждый год участвовал в шотландской войне. В 1297 году Уильям сражался на Стерлингском мосту, где англичане были разбиты Уильямом Уоллесом; в 1298 году сопровождал в Шотландию короля и сражался при Фолкерке, где англичане победили (22 июля), а в августе того же года стал комендантом Берика. В 1299 году Латимер был назначен уполномоченным по обмену пленными, а позже был вызван на совет в Йорк для обсуждения ситуации в Шотландии. В том же году он участвовал в набеге на Галлоуэй, в 1300 году — в осаде Карлаверока, в 1302 году командовал в пограничном Роксбурге. В феврале 1301 года барон присутствовал на заседании парламента в Линкольне и в числе других лордов подписал послание папе Бонифацию VIII с обоснованием английских претензий на Шотландию.
Латимер умер 5 декабря 1304 года. Его тело было похоронено в Эмпингеме (графство Ратленд). Автор «Песни о Карлавероке» говорит, что не было более доблестного и благоразумного человека, чем 1-й барон Латимер из Корби.
Латимер был женат приблизительно с 1268 года на Элис Ледет, дочери Уолтера Ледета, в качестве приданого за которой получил поместье Корби. В этом браке родился сын Уильям, ставший 2-м бароном Латимером из Корби.